# Дрљача
Дрљача је насељено место у општини Суња, у Банији, Сисачко-мославачка жупанија, Република Хрватска.

## Историја
До територијалне реорганизације у Хрватској налазила се у саставу бивше велике општине Сисак. Дрљача се од распада Југославије до августа 1995. године налазила у Републици Српској Крајини.

## Становништво
На попису становништва 2011. године, Дрљача је имала 277 становника.

## Попис 1991.
На попису становништва 1991. године, насељено место Дрљача је имало 538 становника, следећег националног састава:
| Попис 1991.‍  | Попис 1991.‍  | Попис 1991.‍ | Попис 1991.‍ | Попис 1991.‍ |
| ------------ | ------------ | ----------- | ----------- | ----------- |
|              |              |             |             |             |
| Срби         | Срби         |             | 419         | 77,88%      |
| Хрвати       | Хрвати       |             | 43          | 7,99%       |
| Југословени  | Југословени  |             | 37          | 6,87%       |
| Муслимани    | Муслимани    |             | 4           | 0,74%       |
| Грци         | Грци         |             | 1           | 0,18%       |
| остали       | остали       |             | 4           | 0,74%       |
| неопредељени | неопредељени |             | 9           | 1,67%       |
| непознато    | непознато    |             | 21          | 3,90%       |
| укупно: 538  |              |             |             |             |